# Алое кольцо
«Алое кольцо» (англ. The Adventure of the Red Circle) — один из рассказов английского писателя Артура Конан Дойла о знаменитом сыщике Шерлоке Холмсе. Входит в сборник  «Его прощальный поклон». Опубликован в 1911 году, в Strand Magazine.

## Сюжет
К одной семье поселяется странный жилец. Он снимает комнату на верхнем этаже, но никогда не показывается. Еду ему по его просьбе оставляют на стуле под дверью, по ночам он часто ходит по комнате и ведёт себя очень странно. Хозяйка дома, миссис Уоррен, приехала к Холмсу за советом, так как всё уже перешло крайние меры. На её мужа напали на улице, накинули на голову пальто, усадили в кеб и целый час возили по городу.
Холмс приходит к выводу, что в доме живёт совсем не тот человек, что снимал комнату, а его друг или сообщник, и за ним охотятся неизвестные люди. Спрятавшись вместе с Ватсоном в чулане, Холмс разглядел, что странный жилец — женщина, которая выглядит очень испуганной. Выяснив, что эта загадочная женщина регулярно просит «Дейли газет», Холмс предполагает, что через газетные объявления она поддерживает связь со своим напарником. Холмс находит объявление, что ночью из дома, расположенного неподалёку от дома миссис Уоррен, сообщник будет каким-то образом общаться с женщиной, используя несложный шифр: А — один знак, Б — два знака и т. д.
Холмс и Ватсон устраивают засаду и вскоре видят, как в тёмном окне указанного в объявлении дома кто-то начинает подавать сигналы зажжённой свечой, причём на итальянском языке. Внезапно подача сигналов прекращается, Холмс и Ватсон вбегают в этот дом, где сталкиваются с инспектором полиции Грегсоном и неким мистером Ливертоном, сыщиком из американского агентства Пинкертона, которые выслеживают некоего Джорджано, главу неаполитанской лиги «Алое кольцо», сходной с мафией преступной организации. Попав в комнату, откуда подавали сигналы, сыщики находят Джорджано, убитого ножом в горло. Холмс подаёт световой сигнал в окно, и вскоре в комнату приходит женщина, которая жила взаперти у миссис Уоррен. Женщина представляется Эмилией Лукка и всё объясняет.
Оказывается, она и её муж Дженарро, вступивший в молодости в лигу «Алое кольцо» и желающий теперь порвать с этой преступной организацией, вынуждены скрываться от преследования Джорджано и его приспешников. Супруги Лукка вначале уезжают из Италии в Нью-Йорк, а потом вынуждены бежать в Лондон и скрываться. Во время передачи световых сигналов Джорджано напал на Дженарро Лукку, но был им убит.

## Экранизации
Британская адаптация рассказа с Джереми Бреттом и Эдвардом Хардвиком (названная просто «Красный Круг») производит несколько ключевых модификаций к рассказу: введён новый персонаж (Энрико Фермани, итальянский экспатриант, который убит Джорджано, возможно косвенно в результате действий Ватсона, случайно выдавшего укрытие Фермани); инспектор Грегсон заменён инспектором Хокинсом; Джорджано предпринимает попытку похитить Эмилию и изгоняется Левертоном; Эмилия замечает Холмса и Ватсона в чулане и понимает, что она была замечена; Холмс входит в комнату Эмилии и говорит с нею, слыша историю того, как она и её муж закончили работу с Красным Кругом; Эмилия достигает сцены борьбы между Джорджано и Дженнаро прежде, чем Холмс и его сторона сделают последний шаг; в конце Холмс плачет, в опере, вероятно над кончиной своего друга Фермани.